# José Manuel Acosta Bello
José Manuel Acosta Bello (Matanzas, 2 de diciembre de 1895-La Habana, 28 de febrero de 1973) fue un artista cubano.

## Trayectoria
Artista autodidacta, desde 1923 fue miembro fundador de la Asociación de Pintores y Escultores de La Habana. Desde el punto de vista político formó parte del Grupo Minorista y participó en la Protesta de los Trece. Hermano del poeta Agustín Acosta (1886-1979). Falleció en La Habana el 28 de febrero de 1973.

## Exposiciones personales
Entre sus exposiciones personales más importantes se encuentran la realizada en 1939 "Exposición de fotografías de José Manuel Acosta" en el Lyceum de La Habana y en 1988 "El talento precursor de José Manuel Acosta" en la Fototeca de Cuba.

## Exposiciones colectivas
Desde 1924 estuvo presente en muest y La Habana. En 1982 durante la exposición "Fotografía iberoamericana desde 1860 hasta nuestros días" Museo Español de Arte Contemporáneo, Madrid, ESPAÑA. Fototeca de Cuba presentó su trabajo en 1993 con el nombre de "La imagen infiel".
En 1987 se vio en Sicof’87, Sezione Culturale Palazzo Cisi de Milán, ITALIA
- Datos: Q5941958
- Multimedia: José Manuel Acosta / Q5941958